# 안성 죽산리 당간지주
안성 죽산리 당간지주(安城 竹山里 幢竿支株)는 대한민국 경기도 안성시 죽산면 죽산리 728에 있는 당간지주이다. 1979년 9월 3일 경기도의 유형문화재 제89호로 지정되었다.

## 개요
당간지주는 부처와 보살의 공덕과 위신을 기리는 불교 용구인 당(일종의 깃발)을 달기 위한 당간을 고정해 주는 두 개의 지주대를 말한다. 주로 절의 입구에 세워져 있다. 현재 남아 있는 당간지주는 돌이나 철로 만든 것이지만 예전에는 목재를 많이 사용했을 것으로 짐작된다. 이 당간지주는 봉업사지의 것으로 안성 봉업사지 오층석탑(보물 435호)에서 약 30m 떨어져 있다. 현재 위치에 쓰러져 있던 것을 1968년에 복원하였다. 높이 4.7m 폭 76cm두께 50cm로 약 약 1m의 거리를 두고 한 쌍이 서 있는데 아무 장식이 없는 소박한 형태이다. 남쪽의 기둥은 윗똑의 1/4 정도 깨어져 나간 상태이다. 당간지주의 윗부분은 바깥쪽으로 둥글게 다듬었는데 안쪽에 당간을 고정시키는 직사각형의 구멍(간구)을 설치하였다. 봉업사지 오층석탑과 같은 시기인 고려 전기에 만들어진 것으로 추정된다.

## 같이 보기
- 안성 봉업사지 오층석탑 - 보물 제435호

## 참고 자료
- 안성죽산리당간지주 - 국가유산청 국가유산포털